# Gesneria parvifolia
Gesneria parvifolia är en tvåhjärtbladig växtart som beskrevs av Brother Alain. Gesneria parvifolia ingår i släktet Gesneria och familjen Gesneriaceae. Inga underarter finns listade i Catalogue of Life.